# Kronopolites spiniger
Kronopolites spiniger är en mångfotingart som beskrevs av Carl Graf Attems 1936. Kronopolites spiniger ingår i släktet Kronopolites och familjen orangeridubbelfotingar. Inga underarter finns listade i Catalogue of Life.